# Saturn Award per la miglior attrice
Il Saturn Award per la miglior attrice protagonista (Best Actress) è un premio assegnato annualmente nel corso dei Saturn Awards dal 1976 ad oggi.

## Vincitori e candidati
I vincitori sono indicati in grassetto.

### Anni 1970
- 1976
  - Katharine Ross - La fabbrica delle mogli (The Stapford Wives)
- 1977
  - Blythe Danner - Futureworld - 2000 anni nel futuro (Futureworld)
- 1978
  - Jodie Foster - Quella strana ragazza che abita in fondo al viale (The Little Girl Who Lives Down the Lane)
  - Melinda Dillon - Incontri ravvicinati del terzo tipo (Close Encounters of the Third Kind)
  - Julie Christie - Generazione Proteus (Demon Seed)
  - Joan Collins - L'impero delle termiti giganti (Empire of the Ants)
  - Carrie Fisher - Guerre stellari (Star Wars: Episode IV - A New Hope)
- 1979
  - Margot Kidder - Superman
  - Geneviève Bujold - Coma profondo (Coma)
  - Brooke Adams - Terrore dallo spazio profondo (Invasion of the Body Snatchers)
  - Ann-Margret - Magic - Magia (Magic)
  - Diana Ross - The Wiz

### Anni 1980
- 1980
  - Mary Steenburgen - L'uomo venuto dall'impossibile (Time After Time)
  - Sigourney Weaver - Alien
  - Margot Kidder - Amityville Horror (The Amityville Horror)
  - Susan Saint James - Amore al primo morso (Love at First Bite)
  - Persis Khambatta - Star Trek (Star Trek: The Motion Picture)
- 1981
  - Angie Dickinson - Vestito per uccidere (Dressed to Kill)
  - Louanne - Oh, God! Book II
  - Ellen Burstyn - Resurrection
  - Jane Seymour - Ovunque nel tempo (Somewhere in Time)
  - Jamie Lee Curtis - Terror Train
- 1982
  - Karen Allen - I predatori dell'arca perduta (Raiders of the Lost Ark)
  - Jenny Agutter - Un lupo mannaro americano a Londra (An American Werewolf in London)
  - Lily Tomlin - The Incredible Shrinking Woman
  - Angela Lansbury - Assassinio allo specchio (The Mirror Crack'd)
  - Margot Kidder - Superman II
- 1983
  - Sandahl Bergman - Conan il barbaro (Conan the Barbarian)
  - Nastassja Kinski - Il bacio della pantera (Cat People)
  - Mary Woronov - Eating Raoul
  - Susan George - The House Where Evil Dwells
  - JoBeth Williams - Poltergeist - Demoniache presenze (Poltergeist)
- 1984
  - Louise Fletcher - Brainstorm - Generazione elettronica (Brainstorm)
  - Bess Armstrong - Avventurieri ai confini del mondo (High Road to China)
  - Bobbie Bresee - Mausoleum
  - Carrie Fisher - Il ritorno dello Jedi (Star Wars: Episode VI - Return of the Jedi)
  - Ally Sheedy - Wargames - Giochi di guerra (WarGames)
- 1985
  - Daryl Hannah - Splash - Una sirena a Manhattan (Splash)
  - Nancy Allen - Philadelphia Experiment
  - Karen Allen - Starman
  - Helen Slater - Supergirl - La ragazza d'acciaio (Supergirl)
  - Linda Hamilton - Terminator (The Terminator)
- 1986
  - Coral Browne - Dreamchild
  - Jessica Tandy - Cocoon - L'energia dell'universo (Cocoon)
  - Michelle Pfeiffer - Ladyhawke
  - Glenn Close - Maxie
  - Mia Farrow - La rosa purpurea del Cairo (The Purple Rose of Cairo)
- 1987
  - Sigourney Weaver - Aliens - Scontro finale (Aliens)
  - Geena Davis - La mosca (The Fly)
  - Barbara Crampton - From Beyond - Terrore dall'ignoto (From Beyond)
  - Elisabeth Shue - Link
  - Kathleen Turner - Peggy Sue si è sposata (Peggy Sue Got Married)
- 1988
  - Jessica Tandy - Miracolo sull'8ª strada (*batteries not included)
  - Melinda Dillon - Bigfoot e i suoi amici (Harry and the Hendersons)
  - Lorraine Gary - Lo squalo 4 - La vendetta (Jaws: The Revenge)
  - Robin Wright Penn - La storia fantastica (The Princess Bride)
  - Nancy Allen - RoboCop
  - Susan Sarandon - Le streghe di Eastwick (The Witches of Eastwick)

### Anni 1990
- 1990
  - Catherine Hicks - La bambola assassina (Child's Play)
  - Jessica Tandy - Cocoon - Il ritorno (Cocoon: The Return)
  - Cassandra Peterson - Una strega chiamata Elvira (Elvira, Mistress of the Dark)
  - Joanna Pacuła - Il bacio del terrore (The Kiss)
  - Amanda Donohoe - La tana del serpente bianco (The Lair of the White Worm)
  - Kim Basinger - Ho sposato un'aliena (My Stepmother is an Alien)
- 1991
  - Demi Moore - Ghost - Fantasma (Ghost)
  - Mary Elizabeth Mastrantonio - The Abyss
  - Nicole Kidman - Ore 10: Calma piatta (Dead Calm)
  - Madonna - Dick Tracy
  - Ally Sheedy - Premonizione di un delitto (Fear)
  - Julie Carmen - Ammazzavampiri 2 (Fright Night 2)
  - Jenny Wright - Sola... in quella casa (I, Madman)
  - Blanca Guerra - Santa Sangre
  - Anjelica Huston - Chi ha paura delle streghe? (The Witches)
- 1992
  - Linda Hamilton - Terminator 2 - Il giorno del giudizio (Terminator 2: Judgement Day)
  - Meryl Streep - Prossima fermata: paradiso (Defending Your Life)
  - Winona Ryder - Edward mani di forbice (Edward Scissorhands)
  - Kathy Bates - Misery non deve morire (Misery)
  - Jodie Foster - Il silenzio degli innocenti (The Silence of the Lambs)
  - Julia Roberts - A letto con il nemico (Sleeping with the Enemy)
- 1993
  - Virginia Madsen - Candyman - Terrore dietro lo specchio (Candyman)
  - Sigourney Weaver - Alien³
  - Sharon Stone - Basic Instinct
  - Meryl Streep - La morte ti fa bella (Death Becomes Her)
  - Winona Ryder - Dracula di Bram Stoker (Dracula)
  - Rebecca De Mornay - La mano sulla culla (The Hand That Rocks the Cradle)
  - Sheryl Lee - Fuoco cammina con me (Twin Peaks: Fire Walk with Me)
- 1994
  - Andie MacDowell - Ricomincio da capo (Groundhog Day)
  - Anjelica Huston - La famiglia Addams 2 (Addams Family Values)
  - Bette Midler - Hocus Pocus
  - Laura Dern - Jurassic Park
  - Michelle Forbes - Kalifornia
  - Ally Sheedy - Il migliore amico dell'uomo (Man's Best Friend)
  - Patricia Arquette - Una vita al massimo (True Romance)
- 1995
  - Sandra Bullock - Speed
  - Jamie Lee Curtis - True Lies
  - Mädchen Amick - Incubo d'amore (Dream Lover)
  - Helena Bonham Carter - Frankenstein di Mary Shelley (Mary Shelley's Frankenstein)
  - Penelope Ann Miller - L'uomo ombra (The Shadow)
  - Michelle Pfeiffer - Wolf - La belva è fuori (Wolf)
- 1996
  - Angela Bassett - Strange Days
  - Kathy Bates - L'ultima eclissi (Dolores Claiborne)
  - Marina Zudina - Gli occhi del testimone (Mute Witness)
  - Sharon Stone - Pronti a morire (The Quick and the Dead)
  - Nicole Kidman - Da morire (To Die For)
  - Madeleine Stowe - L'esercito delle 12 scimmie (Twelve Monkeys)
- 1997
  - Neve Campbell - Scream
  - Gina Gershon - Bound - Torbido inganno (Bound)
  - Frances McDormand - Fargo
  - Geena Davis - Spy (The Long Kiss Goodnight)
  - Penelope Ann Miller - Relic - L'evoluzione del terrore (The Relic)
  - Helen Hunt - Twister
- 1998
  - Jodie Foster - Contact
  - Sigourney Weaver - Alien - La clonazione (Alien: Resurrection)
  - Jennifer Lopez - Anaconda
  - Pam Grier - Jackie Brown
  - Mira Sorvino - Mimic
  - Neve Campbell - Scream 2
- 1999
  - Drew Barrymore - La leggenda di un amore - Cinderella (Ever After)
  - Jennifer Tilly - La sposa di Chucky (Bride of Chucky)
  - Meg Ryan - La città degli angeli (City of Angels)
  - Jamie Lee Curtis - Halloween 20 anni dopo (Halloween H20: 20 Years Later)
  - Catherine Zeta-Jones - La maschera di Zorro (The Mask of Zorro)
  - Gillian Anderson - X-Files - Il film (The X Files)

### Anni 2000
- 2000
  - Christina Ricci - Il mistero di Sleepy Hollow (Sleepy Hollow)
  - Heather Graham - Austin Powers - La spia che ci provava (Austin Powers: The Spy Who Shagged Me)
  - Catherine Keener - Essere John Malkovich (Being John Malkovich)
  - Sigourney Weaver - Galaxy Quest
  - Carrie-Anne Moss - Matrix (The Matrix)
  - Rachel Weisz - La mummia (The Mummy)
- 2001
  - Téa Leoni - The Family Man
  - Jennifer Lopez - The Cell - La cellula (The Cell)
  - Cate Blanchett - The Gift
  - Ellen Burstyn - Requiem for a Dream
  - Michelle Pfeiffer - Le verità nascoste (What Lies Beneath)
  - Michelle Yeoh - La tigre e il dragone (Wòhǔ Cánglóng)
- 2002
  - Nicole Kidman - The Others
  - Frances O'Connor - A.I. - Intelligenza artificiale (Artificial Intelligence: A.I.)
  - Julianne Moore - Hannibal
  - Angelina Jolie - Lara Croft: Tomb Raider
  - Naomi Watts - Mulholland Drive (Mulholland Dr.)
  - Kate Beckinsale - Quando l'amore è magia - Serendipity (Serendipity)
- 2003
  - Naomi Watts - The Ring
  - Jodie Foster - Panic Room
  - Milla Jovovich - Resident Evil
  - Natascha McElhone - Solaris
  - Kirsten Dunst - Spider-Man
  - Natalie Portman - Star Wars: Episodio II - L'attacco dei cloni (Star Wars: Episode II - Attack of the Clones)
- 2004
  - Uma Thurman - Kill Bill: Volume 1
  - Jamie Lee Curtis - Quel pazzo venerdì (Freaky Friday)
  - Jennifer Connelly - Hulk
  - Cate Blanchett - The Missing
  - Jessica Biel - Non aprite quella porta (The Texas Chainsaw Massacre)
  - Kate Beckinsale - Underworld
- 2005
  - Blanchard Ryan - Open Water
  - Nicole Kidman - Birth - Io sono Sean (Birth)
  - Kate Winslet - Se mi lasci ti cancello (Eternal Sunshine of the Spotless Mind)
  - Julianne Moore - The Forgotten
  - Uma Thurman - Kill Bill: Volume 2
  - Ziyi Zhang - La foresta dei pugnali volanti (Shi mian mai fu)
- 2006
  - Naomi Watts - King Kong
  - Tilda Swinton - Le cronache di Narnia - Il leone, la strega e l'armadio (The Chronicles of Narnia: the Lion, the Witch & the Wardrobe)
  - Laura Linney - The Exorcism of Emily Rose
  - Jodie Foster - Flightplan - Mistero in volo (Flightplan)
  - Rachel McAdams - Red Eye
  - Natalie Portman - Star Wars: Episodio III - La vendetta dei Sith (Star Wars: Episode III - Revenge of the Sith)
- 2007
  - Natalie Portman - V per Vendetta (V for Vendetta)
  - Shauna Macdonald - The Descent - Discesa nelle tenebre (The Descent)
  - Renée Zellweger - Miss Potter
  - Judi Dench - Diario di uno scandalo (Notes on a Scandal)
  - Maggie Gyllenhaal - Vero come la finzione (Stranger Than Fiction)
  - Kate Bosworth - Superman Returns
- 2008
  - Amy Adams - Come d'incanto (Enchanted)
  - Ashley Judd - Bug - La paranoia è contagiosa (Bug)
  - Naomi Watts - Il velo dipinto (The Painted Veil)
  - Belén Rueda - The Orphanage (El Orfanato)
  - Helena Bonham Carter - Sweeney Todd - Il diabolico barbiere di Fleet Street (Sweeney Todd: The Demon Barber of Fleet Street)
  - Carice van Houten - Black Book (Zwartboek)
- 2009
  - Angelina Jolie - Changeling
  - Julianne Moore - Blindness - Cecità (Blindness)
  - Cate Blanchett - Il curioso caso di Benjamin Button (The Curious Case of Benjamin Button)
  - Maggie Gyllenhaal - Il cavaliere oscuro (The Dark Knight)
  - Gwyneth Paltrow - Iron Man
  - Emily Mortimer - Transsiberian

### Anni 2010
- 2010
  - Zoe Saldana - Avatar
  - Catherine Keener - Nel paese delle creature selvagge (Where the Wild Things Are)
  - Melanie Laurent - Bastardi senza gloria (Inglourious Basterds)
  - Alison Lohman - Drag Me to Hell
  - Natalie Portman - Brothers
  - Charlize Theron - The Burning Plain - Il confine della solitudine (The Burning Plain)
- 2011
  - Natalie Portman - Il cigno nero (Black Swan)
  - Noomi Rapace - Uomini che odiano le donne (Män som hatar kvinnor)
  - Cécile de France - Hereafter
  - Angelina Jolie - Salt
  - Carey Mulligan - Non lasciarmi (Never Let Me Go)
  - Ellen Page - Inception
- 2012
  - Kirsten Dunst - Melancholia
  - Jessica Chastain - Take Shelter
  - Rooney Mara - Millennium - Uomini che odiano le donne (The Girl with the Dragon Tattoo)
  - Brit Marling - Another Earth
  - Keira Knightley - A Dangerous Method
  - Elizabeth Olsen - La fuga di Martha (Martha Marcy May Marlene)
- 2013
  - Sabrina Carpenter - Horns
  - Jessica Chastain - Zero Dark Thirty
  - Helen Mirren - Hitchcock
  - Ann Dowd - Compliance
  - Zoe Kazan - Ruby Sparks
  - Naomi Watts - The Impossible
- 2014
  - Sandra Bullock - Gravity
  - Halle Berry - The Call
  - Martina Gedeck - Die Wand
  - Jennifer Lawrence - Hunger Games: La ragazza di fuoco (The Hunger Games: Catching Fire)
  - Emma Thompson - Saving Mr. Banks
  - Mia Wasikowska - Stoker
- 2015[1][2]
  - Rosamund Pike - L'amore bugiardo - Gone Girl (Gone Girl)
  - Emily Blunt - Edge of Tomorrow - Senza domani (Edge of Tomorrow)
  - Essie Davis - The Babadook
  - Anne Hathaway - Interstellar
  - Angelina Jolie - Maleficent
  - Jennifer Lawrence - Hunger Games: Il canto della rivolta - Parte 1 (The Hunger Games: Mockingjay – Part 1)
- 2016[3][4]
  - Charlize Theron - Mad Max: Fury Road
  - Blake Lively - Adaline - L'eterna giovinezza (The Age of Adaline)
  - Daisy Ridley - Star Wars - Il risveglio della Forza (Star Wars: The Force Awakens)
  - Emily Blunt - Sicario
  - Jessica Chastain - Sopravvissuto - The Martian (The Martian)
  - Mia Wasikowska - Crimson Peak
- 2017[5]
  - Mary Elizabeth Winstead – 10 Cloverfield Lane
  - Amy Adams – Arrival
  - Emily Blunt – La ragazza del treno (The Girl on the Train)
  - Taraji P. Henson – Il diritto di contare (Hidden Figures)
  - Felicity Jones – Rogue One: A Star Wars Story
  - Jennifer Lawrence – Passengers
  - Narges Rashidi – L'ombra della paura (زیر سایه)
- 2018[6]
  - Gal Gadot - Wonder Woman
  - Sally Hawkins - La forma dell'acqua - The Shape of Water (The Shape of Water)
  - Frances McDormand - Tre manifesti a Ebbing, Missouri (Three Billboards Outside Ebbing, Missouri)
  - Lupita Nyong'o - Black Panther
  - Rosamund Pike - Hostiles - Ostili (Hostiles)
  - Daisy Ridley - Star Wars - Gli ultimi Jedi (Star Wars: The Last Jedi)
  - Emma Watson - La bella e la bestia (Beauty and the Beast)
- 2019[7]
  - Jamie Lee Curtis - Halloween
  - Emily Blunt - Il ritorno di Mary Poppins (Mary Poppins Returns)
  - Toni Collette - Hereditary - Le radici del male (Hereditary)
  - Nicole Kidman - Destroyer
  - Brie Larson - Captain Marvel
  - Lupita Nyong'o - Noi (Us)
  - Octavia Spencer - Ma

### Anni 2020
- 2021[8][9]
  - Elisabeth Moss - L'uomo invisibile (The Invisible Man)
  - Rebecca Ferguson - Doctor Sleep
  - Liu Yifei - Mulan
  - Natalie Portman - Lucy in the Sky
  - Daisy Ridley - Star Wars - L'ascesa di Skywalker (Star Wars: The Rise of Skywalker)
  - Margot Robbie - Birds of Prey e la fantasmagorica rinascita di Harley Quinn (Birds of Prey (and the Fantabulous Emancipation of One Harley Quinn))
  - Charlize Theron - The Old Guard

- 2022
  - Michelle Yeoh - Everything Everywhere All at Once
  - Cate Blanchett - La fiera delle illusioni - Nightmare Alley (Nightmare Alley)
  - Emily Blunt - A Quiet Place II (A Quite Place Part II)
  - Zoë Kravitz - The Batman
  - Keke Palmer - Nope
  - Emma Stone - Crudelia (Cruella)
  - Zendaya - Spider-Man: No Way Home

- 2024
  - Margot Robbie - Barbie
  - Viola Davis - The Woman King
  - Mia Goth - Pearl
  - Amber Midthunder - Prey
  - Anya Taylor-Joy - The Menu
  - Zoe Saldana - Avatar - La via dell'acqua (Avatar: The Way of Water)